# Opálka

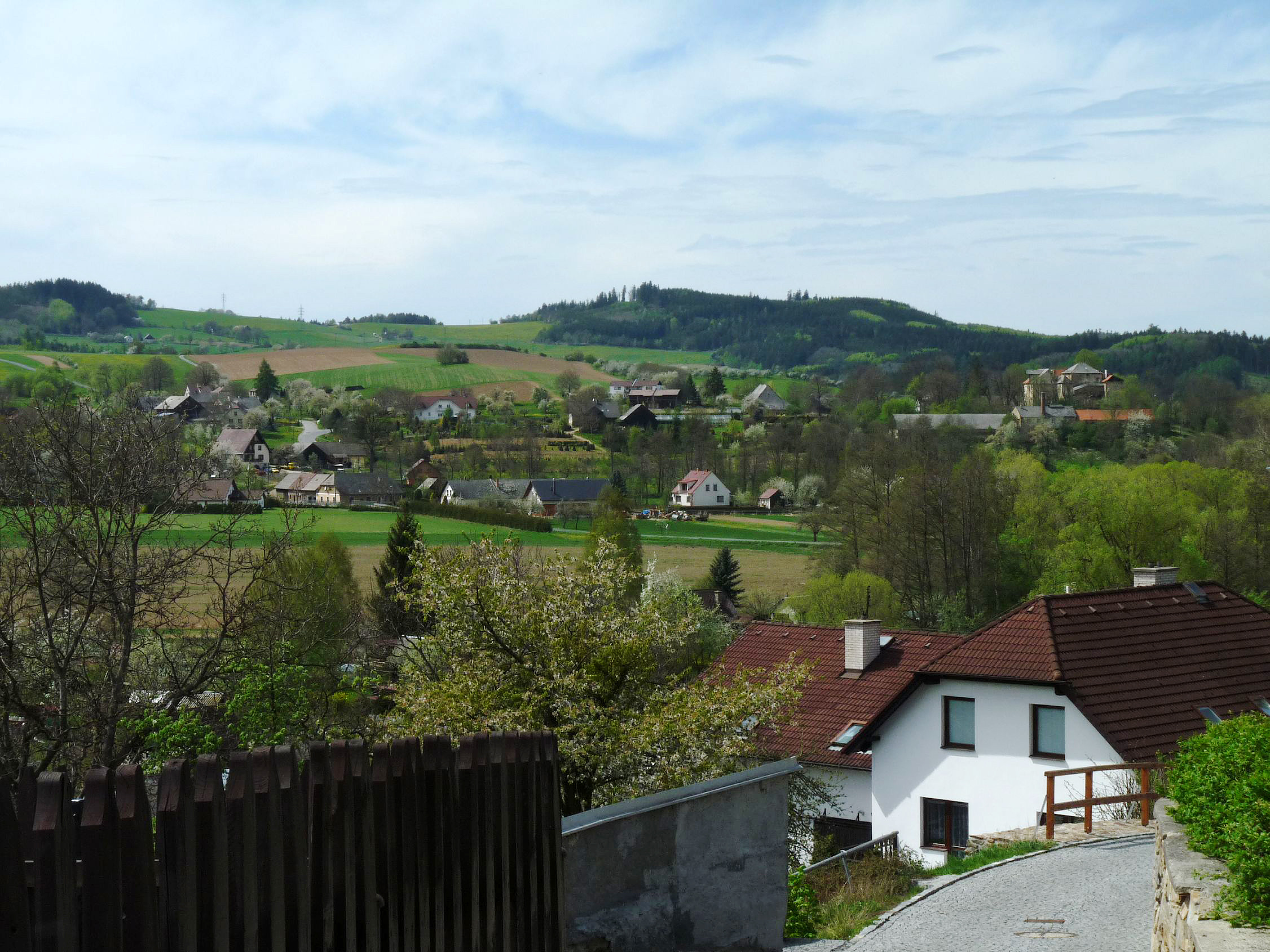
Blick von Strážov auf Opálka

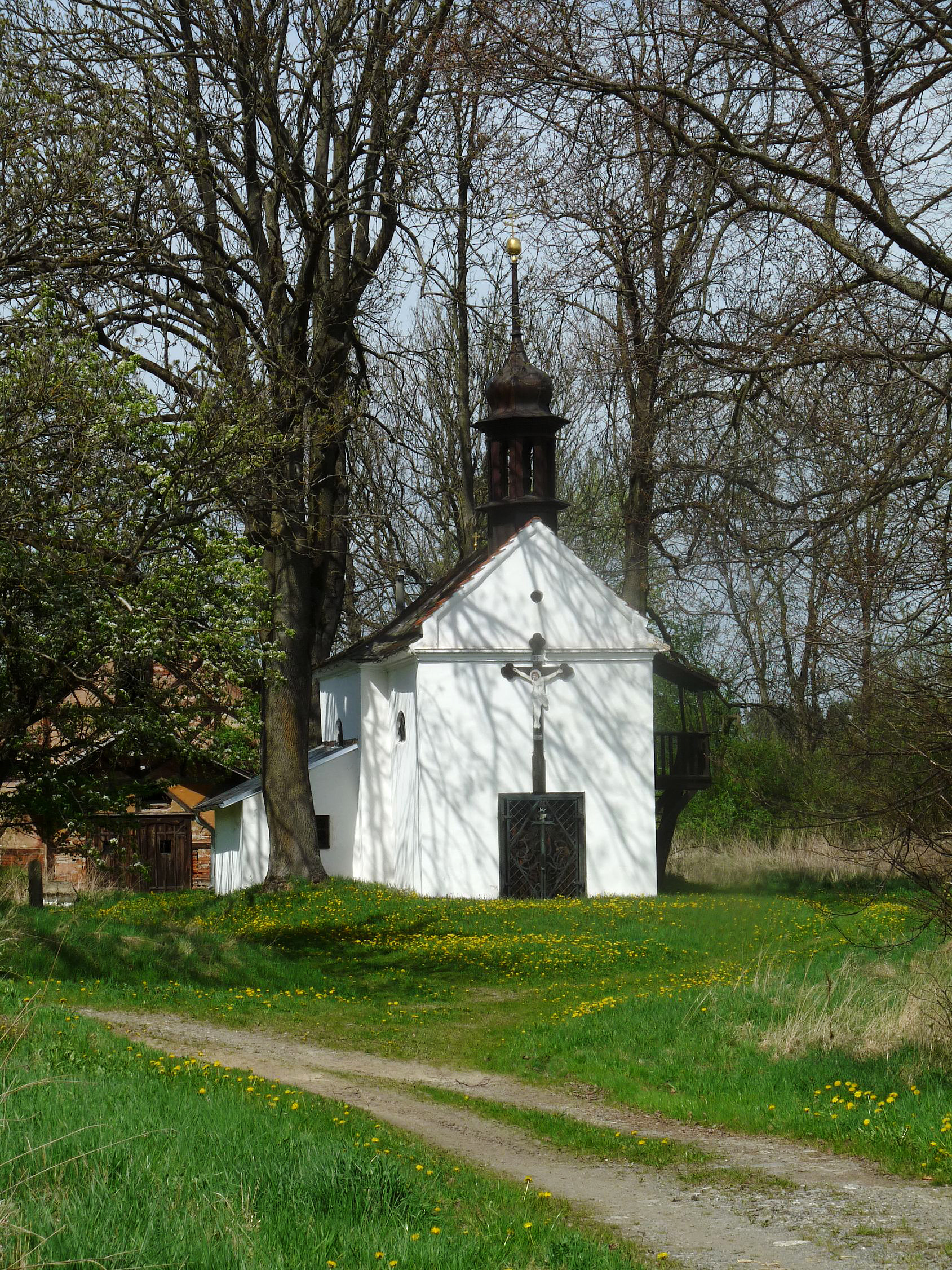
Kapelle der hl. Anna

Opálka (deutsch Opalka) ist ein Ortsteil der Stadt Strážov in der Region Pilsen in Tschechien. Das Dorf liegt einen Kilometer westlich von Strážov und gehört zum Okres Klatovy.

## Geographie
Opálka liegt südlich des weiten Flusstales der Úhlava nahe dem Ort Janovice nad Úhlavou und der Burg Klenová im hügeligen Land der Strážovská vrchovina (Drosauer Bergland), einem Teilgebiet der Šumavské podhůří (Böhmerwaldvorland). Das Dorf befindet sich westlich über dem Tal der Jelenka und des Strážovský potok (Drosauer Bach), der am Bergstock des Prennet entspringt und das Tal in ungefährer Süd-Nord-Richtung zum Fluss Úhlava hin entwässert. Nordöstlich erhebt sich die Rovenská hora (571 m), im Osten der Vinný vrch (535 m), südöstlich der Na Vápenici (532 m), im Südwesten der Želivský vrch (Bauholz, 770 m) und der U Ramene (723 m) sowie westlich der Na Porovnání (639 m).
Nachbarorte sind Dvorecký Mlýn, Rovná und Malá Rovná im Norden, U Traxlů, Javor und Lehom im Nordosten, Strážov im Osten, Božtěšice und Viteň im Südosten, Splž, Červený Mlýn, V Loužku, Na Strašidle und Krotějov im Süden, Zahorčice, Žiznětice und Hodousice im Südwesten, Blata und České Hamry im Westen sowie Petrovice nad Úhlavou, Hvízdalka, Ondřejovice und Rameno im Nordwesten.

## Geschichte
Die Geschichte dieser Ortschaft ist eng mit derer der hier am Rande des Dorfes auf einem Felsen stehenden Feste Opálka verbunden, die wahrscheinlich in der zweiten Hälfte des 14. Jahrhunderts durch Bušek von Strážov, auch Bušek von Opálka genannt, gegründet worden ist. Ihre erste urkundliche Erwähnung datiert aus dem Jahre 1392; es ist jedoch anzunehmen, dass sich schon vor diesem Zeitpunkt errichtet worden war. Über Jahrhunderte hinweg bestand der Ort einzig aus der Feste Opálka und dem dazugehörigen Wirtschaftshof mit Gut. Seit dem 18. und vor allem im 19. Jahrhundert siedelten sich hier landwirtschaftliche Höfe an. Bis zur Mitte des 19. Jahrhunderts blieb das Dorf zum Gut Opalka untertänig.
Nach der Aufhebung der Patrimonialherrschaften bildete Opálka/Opalka ab 1850 einen Ortsteil der Gemeinde Záhorčice im Gerichtsbezirk Klattau. Ab 1868 gehörte das Dorf zum Bezirk Klattau. In den 1920er Jahren löste sich Opálka von Záhorčice los und bildete mit dem Ortsteil České Hamry eine eigene Gemeinde. 1961 erfolgte die Eingemeindung nach Strážov. 1991 hatte Opálka 84 Einwohner. Im Jahre 2001 bestand das Dorf aus 25 Wohnhäusern, in denen 87 Menschen lebten. Insgesamt besteht Opálka aus 28 Häusern.
Die meisten Einwohner arbeiten in der Land- und Forstwirtschaft oder in Strážov. Am Ort ist außerdem eine Gärtnerei und ein Gasthaus.

## Ortsgliederung
Der Ortsteil Opálka bildet zugleich einen Katastralbezirk. Zu Opálka gehören die Einschichten U Traxlů und V Loužku.

## Sehenswürdigkeiten
- Feste Opálka
- Kapelle der hl. Anna